# Котула, Ежи
Ежи Котула (пол. Jerzy Kotula, 1855, Шаги, Нитранский край — 29 июля 1889, Цешин) — польский книготорговец и издатель.
Он был сыном Анджея Котулы. С 1870-х годов он работал помощником продавца книг в Цешине, а в 1883 году открыл собственный книжный магазин. С 1879 года он занимался издательством, в том числе выпуском брошюры Юзефа Игнация Крашевского «О народных школах в Силезии». Он также работал над польскими библиографиями в Славянском библиографическом каталоге и сотрудничал с редакционной группой Географического словаря царства Польского. Он был членом Образовательного общества княжества Тешинского и активистом Евангелического общества народного образования.

## Происхождение и детство
Ежи Котула родился в 1855 году в Шагах. Он происходил из семьи, поселившейся в Тешинской Силезии в XVI веке в рамках так называемой влахской колонизации. Он был представителем «мельничной линии» семьи Котула, ведущей свое происхождение от Павла Котулы (умер в 1732 г.), мельника из Градиште. Дедушка Ежи, Юзеф Котула (умер в 1844 году), владел землёй № 59 в той же деревне.
Ежи был четвёртым ребенком Анджея Котулы, польского нотариуса и национального деятеля в Тешинской Силезии, и его жены Анны Зузанны из семьи Тетл. У него были братья и сёстры: Болеслав, Людмила Анна, Людомир и Рудольф. У него также была единокровная сестра Эмилия от первого брака матери.
Он родился в Венгрии, где его отец работал кассиром в земельном кадастре. Позже семья Котула вернулась в Цешин, где в 1867 году Ежи начал посещать местную евангелическую гимназию. Он учился там до 1869 или 1870 года. Неизвестно, где он продолжил своё образование впоследствии, хотя считается, что он учился за пределами Цешина.

## Начало деятельности
Около 1875 года Ежи Котула стал помощником в книжном магазине Кароля Малика (первый польский книжный магазин в Тешинской Силезии). 
Свою общественную деятельность он начал во второй половине 1870-х годов. С 26 по 28 января 1878 года он организовал в Народной читальне в Цешине выставку польских периодических изданий, изданных в предыдущем году в Польше и среди польской диаспоры в Америке. Журнал Gwiazdka Cieszyńska описал выставку как интересную и поучительную, её посетили 110 человек. 
В это время он начал сотрудничать со Славянским библиографическим каталогом и составил раздел по польской библиографии за 1877, 1878 и 1880 годы. Первые два списка были положительно оценены Юзефом Игнацием Крашевским, а третий подвергся критике, и краковские библиографы обвинили Котулу в плагиате. После этого Котула больше не составлял польские библиографии для каталога, возможно, по финансовым причинам, так как Polonica приносила издателям мало прибыли. Котула также сотрудничал с Географическим словарём царства Польского.
В 1879 году он начал свою издательскую деятельность. Сначала он опубликовал Dzieje francuskiego piśmiennictwa od początku aż do nowych czasów («История французской литературы от начала до наших дней») Феликса Козубовского, а затем книгу Сильвестра Грэма O czystości obyczajów («О чистоте нравственности») в переводе и с предисловием Козубовского, а также Przewodnik wyborze książek dla młodzieży szkolnej (Руководство по выбору книг для школьной молодёжи), автор также Козубовский.
Котула также обратился к Юзефу Игнацию Крашевскому с просьбой написать брошюру для учителей. Цешинский издатель подчеркнул, что в австрийской Силезии на 260 000 немцев приходилось 16 средних школ, тогда как на 300 000 поляков и чехов не было ни одной. Он также отметил, что Тешинское герцогство было полностью польским. В ответ Крашевский написал W sprawie szkół ludowych na Śląsku («К вопросу о народных школах в Силезии»), опубликовано в октябре 1879 года.
Котула сосредоточился на повышении национального самосознания среди жителей Тешинской Силезии, которую он описал как «уголок, забытый на протяжении многих веков, но здесь и по сей день так много сердец бьются за нашу общую мать». В дополнение к «W sprawie szkół…» он предложил Крашевскому идею написать серию романов для молодёжи, призванных воспитывать «любовь к родному». Эти планы, как и идея Владислава Белзы написать «поэзию», так и не были реализованы. В 1881 году он опубликовал «Незапоминайку», сборник стихов Яна Кубиша, писавшего под псевдонимом «Слензак» (Ślązak).
Котула также попробовал себя в истории. Начиная с июня 1881 года он собирал заметки для «Notatki do Historyi Śląska» (Заметки по истории Силезии), но они так и не были опубликованы.

## Владелец книжного магазина
Во второй половине 1882 года Котула безуспешно ходатайствовал перед региональным правительством в Опаве о выдаче ему лицензии на типографию в Цешине. В 1883 году он купил книжный магазин Эдуарда Августа Шредера в Цешине и вновь открыл его под своим именем 1 июля 1883 года.
Котула был членом Образовательного общества княжества Тешинского и Евангелического общества народного образования, основанного в 1881 году. Он также был одним из создателей журнала «Przyjaciel Ludu», издаваемого обществом.
Помимо управления книжным магазином, Котула с 1884 года работал агентом Общества взаимного страхования в Кракове. 
Он заболел в начале 1889 года. К апрелю он прекратил своё участие в «Przyjaciel Ludu», а в мае уволился с должности страхового агента.
Он умер в Цешине 29 июля 1889 года. Согласно свидетельству о смерти, причиной стал паралич лёгких. Предположение о том, что он покончил жизнь самоубийством, хотя и отражено в некоторой литературе, не подтверждается доступными источниками. Его похороны состоялись 31 июля.
Долги, оставленные Ежи Котулой, унаследовал его отец Анджей, а книжный магазин купил Зигмунд Штукс, немец еврейского происхождения.